# خوان سانتا ماريا ألفاريز
خوان سانتا ماريا ألفاريز (بالإسبانية: Juan Santa María Álvarez)‏ هو مهندس مدني ومهندس كولومبي، ولد في 15 ديسمبر 1928، وتوفي في 28 أكتوبر 2007.